# Ivana Trump
Ivana Trump, geboren als Ivana Marie Zelníčková (Gottwaldov, 20 februari 1949 – New York, 14 juli 2022), was een Tsjechisch-Amerikaans zakenvrouw, model en olympisch skiester. Zij was van 1977 tot 1992 de eerste echtgenote van de Amerikaanse zakenman Donald Trump (van 2017 tot 2021 en sinds 2025 de president van de Verenigde Staten).

## Biografie
Zelníčková werd geboren in Gottwaldov in Tsjecho-Slowakije, het tegenwoordige Zlín in Tsjechië. Haar vader spoorde haar aan haar talent voor de skisport te benutten. In 1968 was Zelníčková lid van het Tsjecho-Slowaakse olympisch team, waardoor ze een aantal landen bezocht ten westen van het IJzeren Gordijn. In 1970 speelde zij een bijrol in een aflevering (seizoen 1, aflevering 3) van de kinderserie Pan Tau, een Tsjecho-Slowaakse en West-Duitse tv-productie. Zij trad in het huwelijk met haar jeugdvriend, een Canadees staatsburger.
In de vroege jaren zeventig behaalde ze de graad van master in lichamelijke opvoeding aan de Karelsuniversiteit van Praag. Ze vertrok in 1975 naar Canada om zich bij haar echtgenoot te voegen. In Montreal werkte ze enige jaren als model voor bontmodehuizen.
Nadat ze in 1976 was gescheiden van haar eerste echtgenoot, vertrok ze naar New York om de Olympische Spelen van Montreal te promoten. Daar ontmoette ze Donald Trump, met wie ze een jaar later in het huwelijk trad. Zij kregen drie kinderen: Donald jr., Ivanka en Eric. Ivana Trump speelde een belangrijke rol in The Trump Organization. Ze was lid van de directie en gaf leiding aan het Trump Plaza Hotel en Casino in Atlantic City en het Plaza Hotel in New York.
Toen haar echtgenoot in 1990 een affaire bleek te hebben, vroeg Ivana Trump echtscheiding aan, die in 1992 werd uitgesproken. Ze maakte aanspraak op een significant deel van het familiefortuin. Niet lang na de scheiding trouwde zij opnieuw, maar dat huwelijk strandde na een kleine twee jaar. In april 2008 trouwde ze voor de vierde keer, maar dat huwelijk liep al stuk in december van dat jaar.
Ze overleed op 14 juli 2022 na een val van een trap, ze was toen 73 jaar oud.